# Nay (Manche)
Nay település Franciaországban, Manche megyében. Lakosainak száma 68 fő (2022. január 1.). Nay Gorges, Gonfreville, Saint-Germain-sur-Sèves és Terre-et-Marais községekkel határos.

## Népesség
A település népességének változása:
| Lakosok száma | 116  | 76   | 78   | 78   | 75   | 73   | 70   | 68   | 67   | 68   |
|               | 1968 | 1982 | 1990 | 2006 | 2013 | 2015 | 2017 | 2019 | 2020 | 2022 |